# Karl-Heinz Stadtmüller
Karl-Heinz Stadtmüller (Berlim Oriental, 20 de janeiro de 1953) é um ex-atleta alemão que representava a Alemanha Oriental em provas internacionais de marcha atlética.
Esteve presente em três Olimpíadas: 11º lugar nos 50 km marcha dos Jogos de Munique 1972, 4º nos 20 km marcha dos Jogos de Montreal 1976 e 8º nos 20 km marcha dos Jogos de Moscovo 1980.
Foi o vencedor da Taça do Mundo de Marcha Atlética de 1975, alcançando ainda a medalha de prata na edição de 1973 e a de bronze na Taça do Mundo de 1977.